# Kennelclub
Een kennelclub is een organisatie die op nationaal niveau de belangen van de (ras)hondensport vertegenwoordigt.
In bijna ieder land is er slechts één toonaangevende kennelclub. In Nederland is dat de Raad van Beheer op Kynologisch Gebied in Nederland, in België de Koninklijke Maatschappij Sint-Hubertus.
Kennelclubs fungeren als koepelorganisatie voor rasverenigingen en andere kynologische clubs, waarbij de onderlinge verhoudingen per land verschillen. In Nederland is de organisatie een vereniging van verenigingen met door de leden gekozen bestuur en een Algemene Vergadering als beslissend orgaan. 
De taakverdeling tussen kennelclub en rasverenigingen verschilt per land. Zo wordt in Nederland en België het kynologisch stamboek waar alle rashonden in geregistreerd worden centraal bijgehouden door de kennelclub, terwijl dat in Duitsland een taak van de rasverenigingen is.

## Geschiedenis
De meeste Europese en Noord-Amerikaanse kennelclubs zijn rond het einde van de 19e en het begin van de 20e eeuw opgericht, als eerste de Engelse The Kennel Club (1873). In die periode werd het houden van rashonden bij de burgerij populair. Centraal staan het bijhouden van stamboeken, de uitgifte van stambomen, voorlichting aan publiek, overleg met overheid en de organisatie van alle evenementen waaronder hondententoonstellingen en alle vormen van hondensportwedstrijden.
Door onder andere de Nederlandse Raad van Beheer is in 1911 de overkoepelende internationale federatie, de Fédération Cynologique Internationale, opgericht die onder andere de wederzijdse erkenning van stambomen regelt, de regels voor alle verschillende internationale kampioenstitels bepaalt en deze titels toekent.  In de FCI regels is onder andere opgenomen dat alleen de rasvereniging in het land van oorsprong zeggenschap heeft over de rasstandaard van het desbetreffende ras. Zo zijn de Nederlandse rasverenigingen van alle 9 Nederlandse hondenrassen verantwoordelijk voor de rasstandaard van alle 9 Nederlandse rassen die wereldwijd gehanteerd worden.
De kennelclubs in Engeland en Amerika zijn geen lid van de FCI maar hebben wel afspraken met elkaar over de acceptatie van elkaars stambomen en titels.

## Enkele kennelclubs
- FCI landen[1]
  - Australië - Australian National Kennel Council
  - België - Koninklijke Maatschappij Sint-Hubertus
  - Duitsland - Verband für das Deutsche Hundewesen
  - Frankrijk - Société Centrale Canine
  - Hongarije - Magyar Ebtenyésztők Országos Egyesülete
  - Ierland - The Irish Kennel Club
  - Italië - Ente Nazionale della Cinofilia Italiana
  - Japan - Japanse Kennelclub
  - Nederland - Raad van Beheer op Kynologisch Gebied
  - Oostenrijk - Österreichische  Kynologenverband
  - Polen - Zwiazek Kynologiczny w Polsce
  - Portugal - Clube Português de Canicultura
  - Rusland - Russische Kynologische Federatie
  - Spanje - Real Sociedad Canina
  - Zwitserland - Schweizerische Kynologische Gesellschaft

- Overige landen
  - Canada - Canadese Kennelclub
  - Groot-Brittannië - The Kennel Club
  - Verenigde Staten - American Kennel Club